# Tommaso Corsi
Tommaso Corsi (Livorno, 7 marzo 1814 – Firenze, 3 marzo 1891) è stato un avvocato e politico italiano.

## Biografia
Partecipò alle lotte risorgimentali. Nel 1859 fu Prefetto di Firenze.